# Darstadt
Darstadt ist ein Gemeindeteil der Stadt Ochsenfurt im Landkreis Würzburg (Unterfranken, Bayern).

## Geographie
Das Pfarrdorf Darstadt liegt auf der Höhe des Ochsenfurter Gaus an der Kreisstraße WÜ 13 zwischen Eßfeld und Goßmannsdorf am Main auf 246 m ü. NHN. Das Dorf ist der westlichste Gemeindeteil und wird vom Saarbach durchflossen, der sich am östlichen Ortsrand mit dem Muckenbach zum Schafbach vereinigt, der bei Goßmannsdorf in den Main mündet. In der Ortsmitte befindet sich das Schloss Darstadt.

## Geschichte
Um 1100 wurde das Dorf als „Tarstadt“ erstmals urkundlich erwähnt. Bereits vor dem Jahr 1303 befand sich der Ort im Besitz von Erhard und Conrad von Rotenbur (Rottenbauer) und seit 1345 gehörte er den Freiherren von Zobel. 1597 ließ Stefan von Zobel, der mit einer Schwester von Julius Echter von Mespelbrunn verheiratet war, die Pfarrkirche errichten. Am 1. Januar 1972 wurde Darstadt nach Ochsenfurt eingemeindet.